# Cabo Eluanbi
O cabo Eluanbi (chinês: 鵝鑾鼻, pinyin: Éluánbí, Wade–Giles: O2-luan2-pi2) é um cabo em Hengchun, condado de Pingtung, em Taiwan (República da China).
É o extremo meridional da Cordilheira Central e integra o Parque Nacional Kenting. Também é conhecido como Ngoluanpi, Goa-loan-pi, e Cabo Sul. O mar em frente forma o estreito de Luzon e o canal de Bashi, sendo o ponto mais a sul da ilha principal de Taiwan, a ilha Formosa.
Dispõe de um farol, o farol de Eluanbi.